# Tribuno Memmo

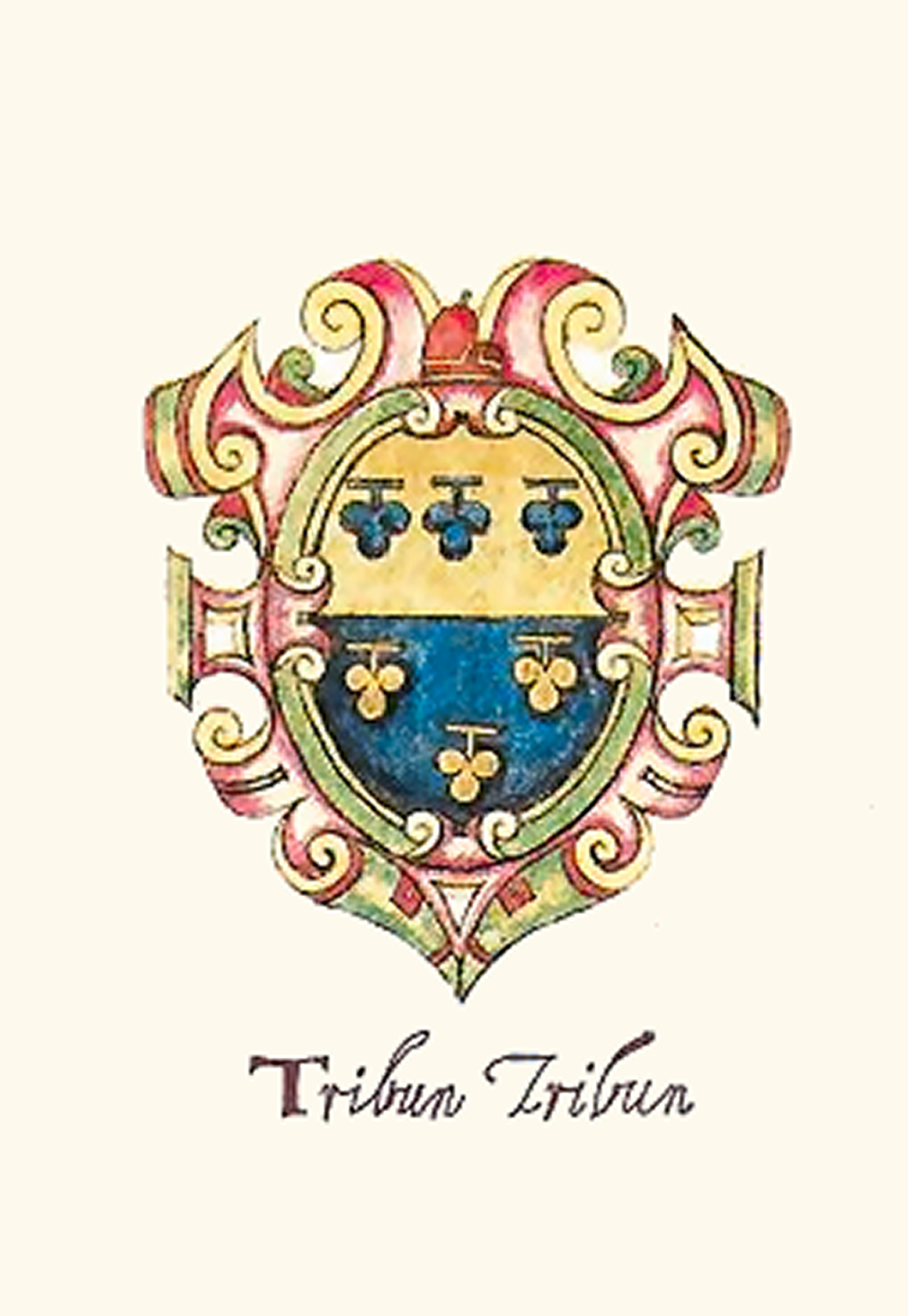
Wapenschild van doge Tribuno Memmo

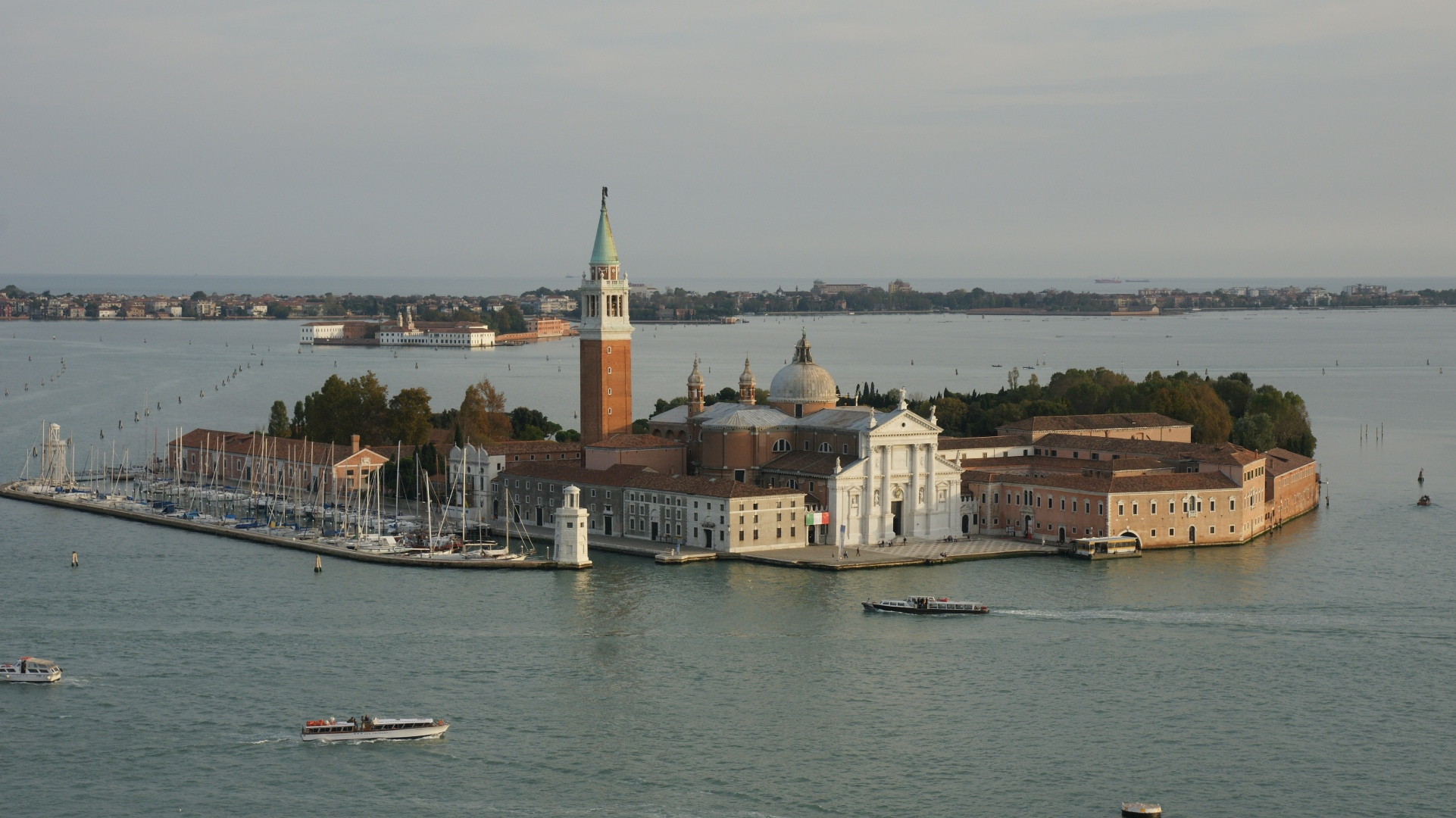
San Giorgio Maggiore, waar doge Memmo stierf

Tribuno Memmo (Venetië, tweede helft 10e eeuw – aldaar, 991) was doge van Venetië van 979 tot 991 en wordt traditioneel als de 25e doge van de Republiek Venetië beschreven. Hij was verwikkeld in een zware vete in Venetië, die een uiting was van de commerciële belangen van de keizer van het Byzantijnse Rijk versus de keizer van het Heilige Roomse Rijk.

## Levensloop

### Familie
Memmo werd geboren in Venetië, vermoedelijk in de 2e helft van de 10e eeuw. Hij behoorde tot de patriciërsfamilie Memmo. Volgens genealogen zijn de namen Tribuno en Memmo synoniemen voor eenzelfde familie en droeg Memmo eigenlijk de bijnaam Tribuno.
Memmo was gehuwd met Maria Candiano en had minstens één zoon, Maurizio. Memmo’s schoonvader, doge Pietro IV Candiano, was verjaagd van de dogetroon in 976. Dit gebeurde met geweld en met brandstichting in het dogepaleis en de basiliek van San Marco. Candiano’s opvolgers, de doges Pietro I Orseolo en Candiano’s broer, Vitale Candiano, leefden in hun privé-woning en niet in het vernielde dogepaleis; ook de kroning tot doge vond plaats in hun residentie en niet in de San Marco basiliek. Beide doges startten de herstelwerken doch deze waren niet klaar, toen Tribuno Memmo tot doge werd verkozen (979). Ook Memmo werd tot doge gekroond bij hem thuis. Zijn politiek was deze van zijn schoonvader, Pietro IV Candiano en zijn schoonbroer, Vitale Candiano.

### Oost tegen West
Twee families vochten in Venetië een zware machtsstrijd uit. De familie Caloprini steunde voluit de keizer van het Heilige Roomse Rijk, Otto II. Otto II steunde alle sympathisanten van de Duitse zaak in Venetië. Zij deden dit uit traditie die terug ging tot de tijd van de Longobardische koningen (7e eeuw) die handel dreven met Venetië. De andere familie was Morosoni. De Morosoni steunden Byzantium omwille van de interessante handelscontacten en historische verbindingen per vloot. Doge Memmo steunde de zaak van de Morosoni; hij was overigens verwant met de familie Morosoni. 
Zo schonk doge Memmo het eiland San Giorgio Maggiore aan Giovanni Morosoni, een benedictijner monnik. De benedictijnen kregen de opdracht onderdak te verlenen aan hooggeplaatste bezoekers die de doge een bezoek brachten.
Een verzoeningspoging tussen de Byzantijns-gezinden en de Rooms-Duitse keizer in de Diet van Pavia haalde niets uit. De strijd tussen de beide families ontspoorde toen een lid van de familie Morosoni, Domenigo Morosini, vermoord en naakt werd teruggevonden in de lagune. Doge Memmo moest ingrijpen. De familie Caloprini vluchtte weg uit Venetië uit angst voor represailles; de Caloprini zochten toevlucht bij de Rooms-Duitse keizer aan het hof van Verona. Keizer Otto II dreigde ermee Venetië aan te vallen.
Doge Memmo stuurde zijn zoon Maurizio naar Constantinopel. De Venetiaanse delegatie smeekte de keizer van Byzantium om militaire hulp. Doch die hulp kregen ze niet.
In Venetië brak een opstand uit toen de delegatie van Maurizio met lege handen thuis kwam. De troon van doge Memmo wankelde.

### Afzetting
Memmo werd afgezet en kaal geschoren. Vervolgens werd hij naar de benedictijnen van San Giorgio Maggiore gestuurd, waar hij binnen een week op het eiland stierf in 991. Memmo werd opgevolgd door Pietro II Orseolo, zoon van Pietro I Orseolo, die Venetië aantrof verscheurd tussen het Rooms-Duits keizerrijk en het Byzantijns keizerrijk.